# София (журнал)
София — журнал, издание Новгородской епархии. Газета «София» появилась в 1992 году. Её тираж первоначально составлял 10 000 экземпляров, с 1994 года — 5 000 экземпляров. В 1997 году  на смену газете пришёл одноимённый журнал. Основные темы публикаций — церковная история, новгородское краеведение.
Главный редактор журнала — архиепископ Новгородский и Старорусский Лев. Выпускающие редакторы — Нина Наумовна Жервэ и Янина Андреевна Страхова, сотрудники Научной библиотеки Санкт-Петербургского государственного университета.
Журнал издаётся ежеквартально, тираж составляет 1 000 экземпляров.
В 2009 году Новгородский государственный университет имени Ярослава Мудрого выпустил в свет аннотированный указатель содержания журнала за 1992—2007 гг. Рецензию на издание см.: «София». 2013, № 2. С. 39—40.
Позднее вышел указатель, охватывающий период до 2015 включительно: Издание Новгородской епархии «София». Аннотированный указатель 1992–2015 гг. / Составитель А. К. Галкин. — СПб., 2016 (https://www.novsu.ru/file/1684589).

## Рубрики
- Новгородская епархия: история и современность
- Время строить (1997)
- Кафедра новгородских святителей
- Слово жизни
- Церковь и государство
- Духовная жизнь и современный мир (Духовная жизнь и современность)
- Духовная жизнь
- Святыни земли новгородской
- Святые и святыни новгородской земли
- Боровичские святыни (1997)
- Старорусские святыни (1997)
- Монастырь новгородской земли
- Монастыри Новгорода
- Монастыри и храмы Новгорода
- Храмы Новгорода
- К 950-летию освящения Софийского собора (1998—2002)
- К истории Софийского собора
- Церковная археология
- Православное искусство
- Церковное искусство
- Новгородская икона
- Русские святыни
- Святыни земли русской
- Христианские святыни
- Древнерусские служебники
- К 500-летию Геннадиевской библии (1999)
- Как молились в Святой Софии
- Школа литургического музыкознания
- Новгородский паломник
- Духовное наследие Новгорода
- История русской святости
- Из прошлого новгородской епархии
- К 950-летию новгородской духовной семинарии (2000)
- Путешествие в прошлое
- Река времен
- Старые фотографии
- Имени святых
- За веру и верность
- Народное православие
- Новомученики Российские
- Новомученики и исповедники Российские
- Город Достоевского
- Литература и Церковь
- В поисках слова
- Православие и культура
- Лихудовские чтения
- Духовное чтение
- Дух, душа и тело
- Памяти Д. С. Лихачева (1999)